# Studia nad bezpieczeństwem
Studia nad bezpieczeństwem – dziedzina, która głównie się zajmuje bezpieczeństwem międzynarodowym i państwowym oraz bada czynniki, które zaburzają stan pokoju.

## Główne kategorii nauki o bezpieczeństwie
- Bezpieczeństwo globalne – czyli o czyje bezpieczeństwo chodzi, przed czym obiekt odniesienia ma być chroniony oraz jak zapewnić jego bezpieczeństwo.
- Human Security – istotą pojęcia jest nie tylko zagwarantowanie każdemu człowiekowi fizycznego „przetrwania”, ale też zapewnienie środków utrzymania i obrona jego godności.
- Kompleks bezpieczeństwa – obejmuje takie zagadnienia jak: chaos, konflikt, reżim bezpieczeństwa, wspólnota bezpieczeństwa.
- Konflikt etniczny – rozpatrywany jako konflikt o kwestie polityczne, ekonomiczne, społeczne lub kulturalne zachodzącego między dwoma lub więcej społecznościami etnicznymi.
- Ludobójstwo – jest to którykolwiek z czynów, dokonany w zamiarze zniszczenia w całości lub części grup narodowych, etnicznych, rasowych lub religijnych, jako takich.
- Terroryzm – rozumiemy jako zagrożenia przemocą i posługiwanie się strachem w celu wymuszenia i zwrócenia uwagi publicznej do siebie.
- Pokój – pokój jako wartość, idea potrzeb społecznych w skali międzynarodowej.
- Wojna – trzy sposoby interpretacji: polityczna filozofia wojny – stosowana dla osiągania własnych celów politycznych; eschatologiczna – wszystkie wojny mają ukryty cel; katastrofalna – wojna prędzej czy później musi   się wydarzyć.
- Przymus – rozróżniamy trzy strategie przymusu: konsensualna – polega na perswazji; nadzorująca – „łagodne” zastosowanie siły; represyjna – de facto przymus siłą.
- Niepewność – dylemat interpretacji problemu i odpowiedzi – co zrobić, kiedy się boimy.